# Ilhéu de Rabo de Junco
Ilhéu de Rabo de Junco är en ö i Kap Verde.   Den ligger i kommunen Sal, i den nordöstra delen av landet, 200 km norr om huvudstaden Praia.
Runt Ilhéu de Rabo de Junco är det ganska tätbefolkat, med 96 invånare per kvadratkilometer.